# Dyskografia The Police
Dyskografia zespołu The Police, sporządzona na podstawie oficjalnych wydawnictw.

## Albumy studyjne
| Data             | Album                | Sprzedaż międzynarodowa | Sprzedaż w USA | Sprzedaż w Europie | USA Albums Chart | UK Albums Chart |
| ---------------- | -------------------- | ----------------------- | -------------- | ------------------ | ---------------- | --------------- |
| listopad 1978    | Outlandos d’Amour    | –                       | Platyna        | –                  | 23               | 6               |
| październik 1979 | Reggatta de Blanc    | –                       | Platyna        | –                  | 25               | 1               |
| październik 1980 | Zenyatta Mondatta    | –                       | 2x Platyna     | –                  | 5                | 1               |
| październik 1981 | Ghost in the Machine | –                       | 3x Platyna     | –                  | 2                | 1               |
| czerwiec 1983    | Synchronicity        | –                       | 8x Platyna     | –                  | 1                | 1               |

## Albumy koncertowe
| Rok  | Album                             | Sprzedaż międzynarodowa | Sprzedaż w USA | Sprzedaż w Europie | USA Albums Chart | UK Albums Chart |
| ---- | --------------------------------- | ----------------------- | -------------- | ------------------ | ---------------- | --------------- |
| 1995 | The Police Live!                  | –                       | Platyna        | –                  | 86               |                 |
| 2008 | Certifiable: Live in Buenos Aires | –                       |                | –                  | –                | –               |

## Kompilacje
| Rok              | Album                                          | Sprzedaż międzynarodowa | Sprzedaż w USA | Sprzedaż w Europie | USA Albums Chart | UK Albums Chart |
| ---------------- | ---------------------------------------------- | ----------------------- | -------------- | ------------------ | ---------------- | --------------- |
| październik 1986 | Every Breath You Take: The Singles             | –                       | –              | –                  | 7                | 1               |
| wrzesień 1992    | Greatest Hits                                  | –                       | –              | –                  | –                | 10              |
| wrzesień 1993    | Message in a Box: The Complete Recordings      | –                       | Platyna        | –                  | 79               | –               |
| wrzesień 1995    | Every Breath You Take: The Classics            | –                       | 5x Platyna     | –                  | 7                | –               |
| listopad 1997    | The Very Best of Sting & The Police            | –                       | Złoto          | –                  | 100              | –               |
| luty 2002        | The Very Best of Sting & The Police (reedycja) | –                       | –              | –                  | –                | –               |
| czerwiec 2007    | The Police                                     | –                       | –              | –                  | 11               | –               |

## Single
| Rok                   | Singel                                                           | UK singles | U.S. Hot 100 | U.S. Main- stream Rock | Dutch Top 40 | Album                                 |
| --------------------- | ---------------------------------------------------------------- | ---------- | ------------ | ---------------------- | ------------ | ------------------------------------- |
| maj 1977              | „Fall Out”                                                       | –          | –            | –                      | –            | —                                     |
| kwiecień 1978         | „Roxanne”                                                        | –          | –            | –                      | –            | Outlandos d’Amour                     |
| wrzesień 1978         | „Can’t Stand Losing You”                                         | 42         | –            | –                      | –            | Outlandos d’Amour                     |
| listopad 1978         | „So Lonely”                                                      | –          | –            | –                      | –            | Outlandos d’Amour                     |
| kwiecień 1979 (reed.) | „Roxanne”                                                        | 12         | 32           | –                      | 21           | Outlandos d’Amour                     |
| czerwiec 1979 (reed.) | „Can’t Stand Losing You”                                         | 2          | –            | –                      | 9            | Outlandos d’Amour                     |
| wrzesień 1979         | „Message in a Bottle”                                            | 1          | 74           | –                      | 2            | Reggatta de Blanc                     |
| listopad 1979 (reed.) | „Fall Out”                                                       | 47         | –            | –                      | –            | —                                     |
| listopad 1979         | „Walking on the Moon”                                            | 1          | –            | –                      | 9            | Reggatta de Blanc                     |
| 1980                  | „Bring on the Night” (tylko Niemcy i Francja)                    | –          | –            | –                      | –            | Reggatta de Blanc                     |
| luty 1980 (reed.)     | „So Lonely”                                                      | 6          | –            | –                      | 31           | Outlandos d’Amour                     |
| październik 1980      | „Don't Stand So Close to Me”                                     | 1          | 10           | 11                     | 3            | Zenyatta Mondatta                     |
| grudzień 1980         | „De Do Do Do, De Da Da Da”                                       | 5          | 10           | –                      | 11           | Zenyatta Mondatta                     |
| wrzesień 1981         | „Invisible Sun” (tylko Wielka Brytania)                          | 2          | –            | –                      | –            | Ghost in the Machine                  |
| październik 1981      | „Every Little Thing She Does Is Magic”                           | 1          | 3            | 1                      | 1            | Ghost in the Machine                  |
| grudzień 1981         | „Spirits in the Material World”                                  | 12         | 11           | 7                      | 6            | Ghost in the Machine                  |
| maj 1982              | „Secret Journey” (tylko USA)                                     | –          | 46           | 29                     | –            | Ghost in the Machine                  |
| maj 1983              | „Every Breath You Take”                                          | 1          | 1            | 1                      | 6            | Synchronicity                         |
| lipiec 1983           | „Wrapped Around Your Finger”                                     | 7          | 8            | 9                      | 17           | Synchronicity                         |
| październik 1983      | „Synchronicity II”                                               | 17         | 16           | 9                      | –            | Synchronicity                         |
| styczeń 1984          | „King of Pain”                                                   | 17         | 3            | 1                      | –            | Synchronicity                         |
| październik 1986      | „Don't Stand So Close to Me '86”                                 | 24         | 46           | 10                     | 20           | Every Breath You Take: The Singles    |
| 1995                  | „Can't Stand Losing You/Reggatta de Blanc” (live)                | 27         | –            | –                      | –            | Live!                                 |
| 1997                  | „Roxanne '97” (feat. Pras)                                       | 17         | 59           | –                      | 38           | The Very Best of Sting and the Police |
| 2000                  | „When The World Is Running Down” (Different Gear vs. The Police) | 28         | –            | –                      | –            |                                       |

## Video

### VHS
- Around The World (1982)
- Synchronicity Concert (1984)
- Every Breath You Take: The Videos (1986)
- Greatest Hits (1992)
- Outlandos to Synchronicities – A history of The Police Live! (1995)
- The Very Best Of Sting & The Police (1997)

### DVD
- Live Ghost in the Machine (2001)
- Live '79 at Hatfield Polytechnic (2002)
- Every Breath You Take: The DVD (2003)
- Synchronicity Concert (2005)
- Everyone Stares: The Police Inside Out (2006)
- Greatest Video Hits (2007)
- Certifiable (także na Blu-Ray) (2008)

## Ścieżki dźwiękowe
- Urgh! A Music War - 1982
- Brimstone and Treacle - 1982

## Inne
- Strontium 90: Police Academy – 1997, Pangaea Records – wspólne nagrania Mike’a Howletta, Stinga, Stewarta Copelanda i Andy’ego Summersa z 1976 i 1977 roku.

## Tribute
| Rok  | Album                                                          | Wykonawca         |
| ---- | -------------------------------------------------------------- | ----------------- |
| 1995 | The Ballroom                                                   | Dance Floor Virus |
| 1997 | Reggatta Mondatta - A Reggae Tribute To The Police             | różni wykonawcy   |
| 1998 | Outlandos d'Americas - A Rock En Espanol Tribute To The Police | różni wykonawcy   |
| 1998 | Reggatta Mondatta - A Reggae Tribute To The Police Volume II   | różni wykonawcy   |
| 1999 | Regatta Copycatta                                              | The Secret Police |
| 2001 | A Tribute to the Police                                        | Invisible Sun     |
| 2001 | Many Miles Away                                                | różni wykonawcy   |
| 2003 | Every Song You Make - A Tribute To Sting & The Police          | różni wykonawcy   |
| 2005 | Blue Note Plays Sting                                          | różni wykonawcy   |
| 2005 | ¡Policia! - A Tribute To The Police                            | różni wykonawcy   |